# Antoine Louis Daclin
Antoine Louis Daclin, né le 1er mars 1742 à Besançon et mort le 26 janvier 1822, est une personnalité politique française.
Il fut maire de Besançon sous le Consulat, le Premier Empire et la Restauration.

## Biographie
Issu d'une famille de négociants, il est d'abord avocat. Sous la Révolution, il devient membre de la première municipalité élue, puis devient procureur syndic du district jusqu'à ce qu'il soit destitué en 1792. 
En 1801, il est nommé maire de Besançon, et exerce cette charge jusqu'en 1816, à part un intermède durant les Cent Jours. 
Nommé baron en 1810, son titre est confirmé en 1816 par Louis XVIII.